# Con Air
Con Air je americký akční film z roku 1997. Režisérem filmu je Simon West. Hlavní role ve filmu ztvárnili Nicolas Cage, John Cusack a John Malkovich, další hvězdy se objevily i ve vedlejších rolích, včetně Steva Buscemiho, Dannyho Treja, Colma Meaneyho a Vinga Rhamese. Film napsal Scott Rosenberg a produkoval Jerry Bruckheimer.

## Děj
Důstojník americké armády Cameron Poe je krátce po návratu domů odsouzen k osmi letům vězení poté, co zabije opilce, který obtěžoval jeho těhotnou manželku Triciu. 
Jakmile si trest poctivě odsedí, velmi se těší na to, až se opět shledá svou ženou a vůbec poprvé na vlastní oči spatří svou již osmiletou dcerku. Ještě před propuštěním ovšem nastoupí na palubu vězeňského letadla, které transportuje vůbec nejhorší zločince v zemi. Potíž je v tom, že během letu se kriminálníci zmocní letounu a plánují odletět do zahraničí, kde by se mohli do konce života skrýt před spravedlností.
Poe se tak stává jediným tajným spojencem bezpečnostních složek, který je přímo na palubě, a hodlá udělat vše pro to, aby se co nejdříve setkal s rodinou.

## Obsazení
| Nicolas Cage       | Cameron Poe       |
| John Cusack        | Vince Larkin      |
| John Malkovich     | Cyrus Grissom     |
| Steve Buscemi      | Garland Greene    |
| Ving Rhames        | Nathan Jones      |
| Nick Chinlund      | William Bedford   |
| Rachel Ticotin     | Sally Bishop      |
| Colm Meaney        | Duncan Malloy     |
| M. C. Gainey       | Bahňák            |
| Brendan Kelly      | Conrad            |
| Mykelti Williamson | Mike O´Dell       |
| Renoly Santiago    | Ramon Martinez    |
| Danny Trejo        | Johnny Baca       |
| Jesse Borrego      | Francisco Cindino |
| Dave Chappelle     | Joe Parker        |
| Kevin Gage         | Billy Joe         |
| Monica Potter      | Tricia Poe        |
| Landry Allbright   | Casey Poe         |
| Dabbs Greer        | muž pod autem     |
| Doug Hutchison     | vězeň             |

## Přijetí

### Ocenění
Snímek byl nominován na dva Oscary, a to v kategoriích nejlepší zvuk a nejlepší píseň. Za titulní píseň "How Do I Live" nazpívanou Trishou Yearwoodovou  byl nominován i na cenu Grammy. Paradoxem je, že tato melodie byla nominována i na Zlatou malinu.